# Секс-шоп
Секс-шоп (англ. sex shop — «магазин товаров для секса») — магазин, торгующий товарами интимного назначения, включая секс-игрушки. Подобные товары служат для придания разнообразия половой жизни сексуальных партнёров, либо же для мастурбации. В некоторых случаях эти товары могут служить иным целям (например, медицинским). Также в нём можно купить презервативы и другие средства контрацепции, любриканты, книги эротического содержания, эротическое кино, порнографические журналы и диски с компьютерными играми порнографического или эротического содержания. 
Чаще всего подобные магазины скрываются за вывеской «Интим-магазин», «Магазин для взрослых», либо же просто «Секс-шоп», или «магазин укрепления семьи». Также весьма распространены онлайн секс-шопы, продающие товар в режиме онлайн, через интернет.

## История появления
Первый в мире секс-шоп был открыт в городе Фленсбург, Германия в 1962 году женщиной Беате Ротермунд, которая представляла
компанию Beate Uhse AG. В постсоветских странах секс-шопы появились в 1992 году.

## Постсоветское пространство

### Россия
В настоящий момент в России нет чётко сформулированных статей законодательства, которые бы регулировали деятельность подобных магазинов. Первый секс-шоп появился в Москве в 1992 году, а в 1993 году был открыт подобный магазин и в Санкт-Петербурге. За считанные месяцы после открытия первых интим-магазинов, подобные открылись по всей стране.
На сегодняшний день почти в каждом населенном пункте работает хотя бы один секс-шоп.

### Украина
На сегодняшний день на Украине отсутствует четко сформулированная законодательная база, которая бы регулировала деятельность секс-шопов, как стационарных магазинов так и интернет-магазинов. При этом на Украине действует Закон Украины «О защите общественной морали» от 20.11.2003 № 1296-IV (с изменениями). В данном законе даётся определение общественной морали, продукции эротического и сексуального характера. В соответствии с Законом, продукция эротического и / или сексуального характера должна реализовываться в герметичной упаковке с надписью «продукция сексуального характера, продажа несовершеннолетним запрещена». При отправке товара по почте или службами курьерской доставки товар размещается в непрозрачной упаковке. На Украине запрещено производство материалов порнографического характера и их распространение, запрещена пропаганда насилия или жестокости, действует запрет на размещение в средствах массовой информации изображений половых органов человека.

## Скандалы
За счёт своей направленности секс-шопы часто подвергаются критике со стороны общественных и политических деятелей, часто консервативной направленности.
В мае 2017 года Депутат Госдумы от Единой России Виталий Милонов обратился главе Минздрава Веронике Скворцовой с инициативой приравнять интимные товары к лекарственным. По мнению депутата, необходимо ввести контроль за распространением интимных товаров: «Использование и применение подобных товаров будет происходить исключительно по назначению врача».
В 2018 году Милонов предложил закрыть в России все секс-шопы. По его мнению, все секс-шопы в России должны исчезнуть вместе с рекламой, поскольку в них отовариваются только «больные люди». При этом в 2013 году он призывал лишь сократить количество интим-магазинов в Санкт-Петербурге.

## Мусульманский секс-шоп
Первый мусульманский секс-шоп был открыт в апреле 2010 года в Амстердаме 33-летней Хадиджей Мухаммед. Предварительно она открыла свой интернет секс-шоп, который за первый день своего существования насчитал более 70 000 посетителей.
Перед открытием магазина владелица обратилась к местному имаму, который проконсультировался с богословом из Саудовской Аравии. Из Саудовской Аравии пришёл ответ, что ислам разрешает продажу сексуальной продукции при условии, если она халяльная и способствует улучшению сексуальных отношений в браке.